# Кузёнов, Иван Петрович
Иван Петрович Кузенов (1922—1999) — участник Великой Отечественной войны, лётчик 66-го гвардейского истребительного авиационного полка 4-й гвардейской истребительной авиационной дивизии 1-го гвардейского истребительного авиационного корпуса 15-й воздушной армии Брянского фронта, гвардии младший лейтенант. Герой Советского Союза.

## Биография
Родился 13 марта 1922 года в селе Царевщина Мокшанского уезда Пензенской губернии в семье крестьянина. Русский.
В 1939 году окончил среднюю школу в г. Магнитогорске.
В Красной Армии с 1940 года. Окончил Сталинградскую военно-авиационную школу пилотов в 1941 году.
На фронтах Великой Отечественной войны с мая 1942 года. Член ВКП(б)/КПСС с 1943 года.
Сражался на Юго-Западном, Калининском, Северо-Западном, Брянском и 1-м Украинском фронтах. Был легко ранен. Летчик 66-го гвардейского истребительного авиационного полка гвардии младший лейтенант Кузенов к августу 1943 года произвёл около 70 боевых вылетов. В воздушных боях сбил 11 самолётов противника. За эти подвиги ему было присвоено звание Героя Советского Союза.
К маю 1945 года гвардии старший лейтенант И. П. Кузенов выполнил около 120 боевых вылетов, сбил 11 самолётов противника лично и 1 в группе.
После войны И. П. Кузёнов продолжал служить в ВВС СССР. В 1946 году в звании старшего лейтенанта окончил Краснознамённую Военно-Воздушную академию, в 1964 году — Военную академию Генерального штаба. С 1946 по 1949 годы служил начальником штаба 1-го гвардейского истребительного авиационного полка. Был на преподавательской работе.
С 1983 года генерал-майор авиации И. П. Кузёнов — в запасе, а затем в отставке. Жил и работал в Москве.
Умер 27 июля 1999 года. Похоронен в Москве на Троекуровском кладбище (участок № 4).

## Награды
- Звание Героя Советского Союза с вручением ордена Ленина и медали «Золотая Звезда» (№ 1758) младшему лейтенанту Кузёнову Ивану Петровичу присвоено Указом Президиума Верховного Совета СССР от 28 сентября 1943 года.
- Награждён орденами Красного Знамени, двумя орденами Отечественной войны 1 степени, орденом Отечественной войны 2 степени, Красной Звезды, «За службу Родине в ВС СССР» 3 степени, а также медалями, в том числе китайской.

## Память
- Имя Кузёнова Ивана Петровича присвоено школе № 47 в г. Магнитогорске.